# Lunas-les-Châteaux
Lunas-les-Châteaux ist eine französische Gemeinde mit 822 Einwohnern (Stand: 1. Januar 2022) im Département Hérault in der Region Okzitanien. Sie gehört zum Arrondissement Béziers und ist Mitglied im Gemeindeverband Communauté de communes Grand Orb.
Sie entstand mit Wirkung vom 1. Januar 2025 als Commune nouvelle durch Zusammenlegung der bis dahin selbstständigen Gemeinden Lunas und Dio-et-Valquières, wobei nur letztere den Status als Commune déléguée besitzt. Der Verwaltungssitz befindet sich in Lunas.

## Gemeindegliederung
| Ortsteil                | Ehemaliger INSEE-Code | PLZ   | Fläche (km²) | Einwohnerzahl (2022) |
| ----------------------- | --------------------- | ----- | ------------ | -------------------- |
| Lunas (Verwaltungssitz) | 34144                 | 34650 | 44,89        | 672                  |
| Dio-et-Valquières       | 34093                 | 34650 | 18,77        | 150                  |

## Geografie
Lunas-les-Châteaux liegt etwa 10 Kilometer westsüdwestlich von Lodève, etwa 58 Kilometer westnordwestlich von Montpellier und etwa 41 Kilometer nördlich von Béziers in der historischen Provinz des Languedoc. Das Gemeindegebiet am Südrand der Cevennen gehört zum Regionalen Naturpark Haut-Languedoc. Das Bodenrelief zeigt das eines Mittelgebirges mit Höhen insbesondere im Nordosten und Südosten von über 700 m. Im Zentrum vereinigen sich die Flüsse Gravezon und Nize, die nach drei Kilometern in den Orb münden, der das Gemeindegebiet im Westen begrenzt. Im Süden wird es von den Flüsschen Vernoubrel, Garel, Ruisseau de Nombringuières, Ruisseau de Brayou durchströmt. Das Gemeindezentrum beiderseits des Gravezon liegt auf etwa 275 m Höhe. Die niedrigste Erhebung wird mit 234 m im Südwesten beim Austritt des Orb aus dem Gemeindegebiet gemessen.
Teile des Gebiets von Lunas-les-Châteaux gehören zu den ZNIEFF-Naturzonen „Massif de l’Escandorgue“ (910008320), „Monts d’Orb“ (910010765), „Plateau de Carlencas-et-Levas“ (910008288) und „Bassin du Salagou“ (910030609).
Umgeben wird Lunas-les-Châteaux von den zehn Nachbargemeinden:
| Avène             | Joncels                                     | Les Plans Lodève |
| Le Bousquet-d’Orb | Kompassrose, die auf Nachbargemeinden zeigt | Lavalette        |
| La Tour-sur-Orb   | Brenas Carlencas-et-Levas                   | Octon            |

## Sehenswürdigkeiten
| Name                                            | Ort               | Bemerkungen                                                                  | Bild |
| ----------------------------------------------- | ----------------- | ---------------------------------------------------------------------------- | ---- |
| Ruinen der präromanischen Kapelle Saint-Georges | Lunas             | Spätes 9. oder frühes 10. Jahrhundert, als Monument historique klassifiziert |      |
| Pfarrkirche Saint-Pancrace                      | Lunas             | 12. Jahrhundert, als Monument historique eingeschrieben                      |      |
| Kapelle Notre-Dame de Nize                      | Lunas             | 12. Jahrhundert, als Monument historique eingeschrieben                      |      |
| Reste der Burg von Dio                          | Dio-et-Valquières | 11. Jahrhundert, als Monument historique klassifiziert                       |      |
| Pfarrkirche Saint-André in Valquières           | Dio-et-Valquières | 13. Jahrhundert, als Monument historique eingeschrieben                      |      |
| Pfarrkirche Saint-Etienne in Dio                | Dio-et-Valquières | 12. Jahrhundert, als Monument historique eingeschrieben                      |      |

## Sport und Freizeit
- Der GR 653, ein Fernwanderweg zwischen Arles (Département Bouches-du-Rhône) und dem Col du Somport an der spanischen Grenze, durchquert das nordwestliche Gemeindegebiet. Er folgt der Via Tolosana, einem der vier Jakobswege in Frankreich.[4]

- Der GR 7, ein Fernwanderweg vom Ballon d’Alsace (Département Vosges) zum Pass Portella Blanca an der Grenze zu Andorra, durchquert das südliche Gemeindegebiet.[5]

## Bildung
Die Gemeinde verfügt über eine öffentliche Grundschule (École élémentaire) im Ortsteil Lunas mit 41 Schülerinnen und Schülern im Schuljahr 2024/2025.

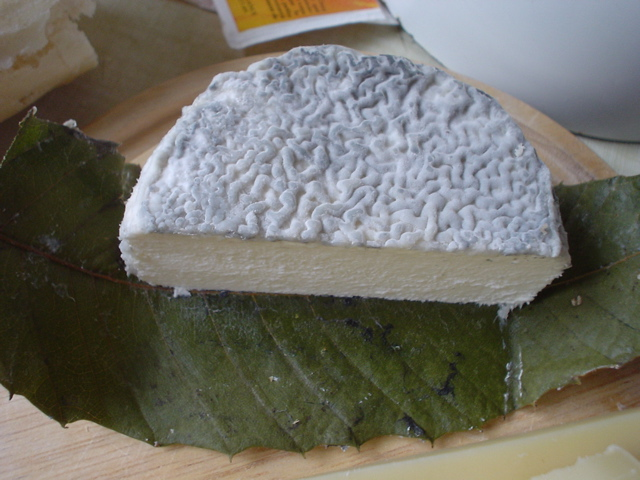
Pélardon

## Wirtschaft
Lunas-les-Châteaux liegt in den Zonen AOC
- der Edelkastanie der Cevennen,
- des Olivenöls des Languedoc,
- des Pélardon, ein Weichkäse aus Ziegenmilch und
- des Roquefort, ein Blauschimmelkäse aus roher Schafsmilch.[7]

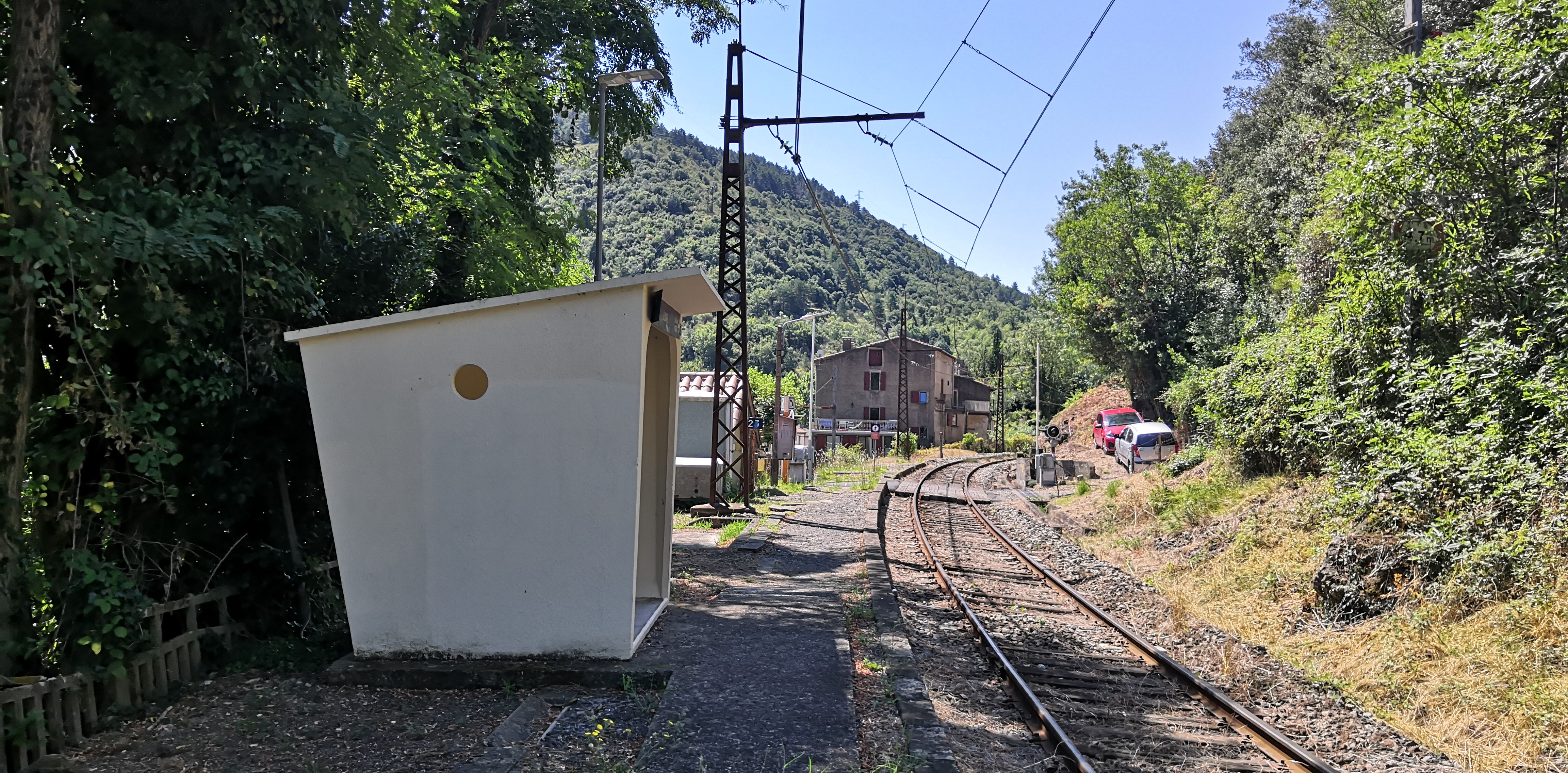
Haltepunkt Lunas

## Verkehr
Lunas-les-Châteaux liegt abseits größerer Verkehrsachsen. Die Departementsstraße D 35 verbindet das Zentrum in Lunas mit Lodève im Osten und mit Bédarieux über Le Bousquet-d’Orb im Süden. Nachgeordnete Departementsstraßen und lokale Landstraßen verbinden die Ortsteile miteinander und mit weiteren Nachbargemeinden.
Busse einer Linie des Départements verbinden die Gemeinde mit Joncels und Bédarieux.
Lunas-les-Châteaux verfügt über einen Haltepunkt an der Bahnstrecke Béziers–Neussargues, der von Zügen der Transportorganisation liO der Region Okzitanien bedient wird und die Gemeinde mit Béziers und Saint-Chély-d’Apcher über Millau verbindet.